# The New York Times

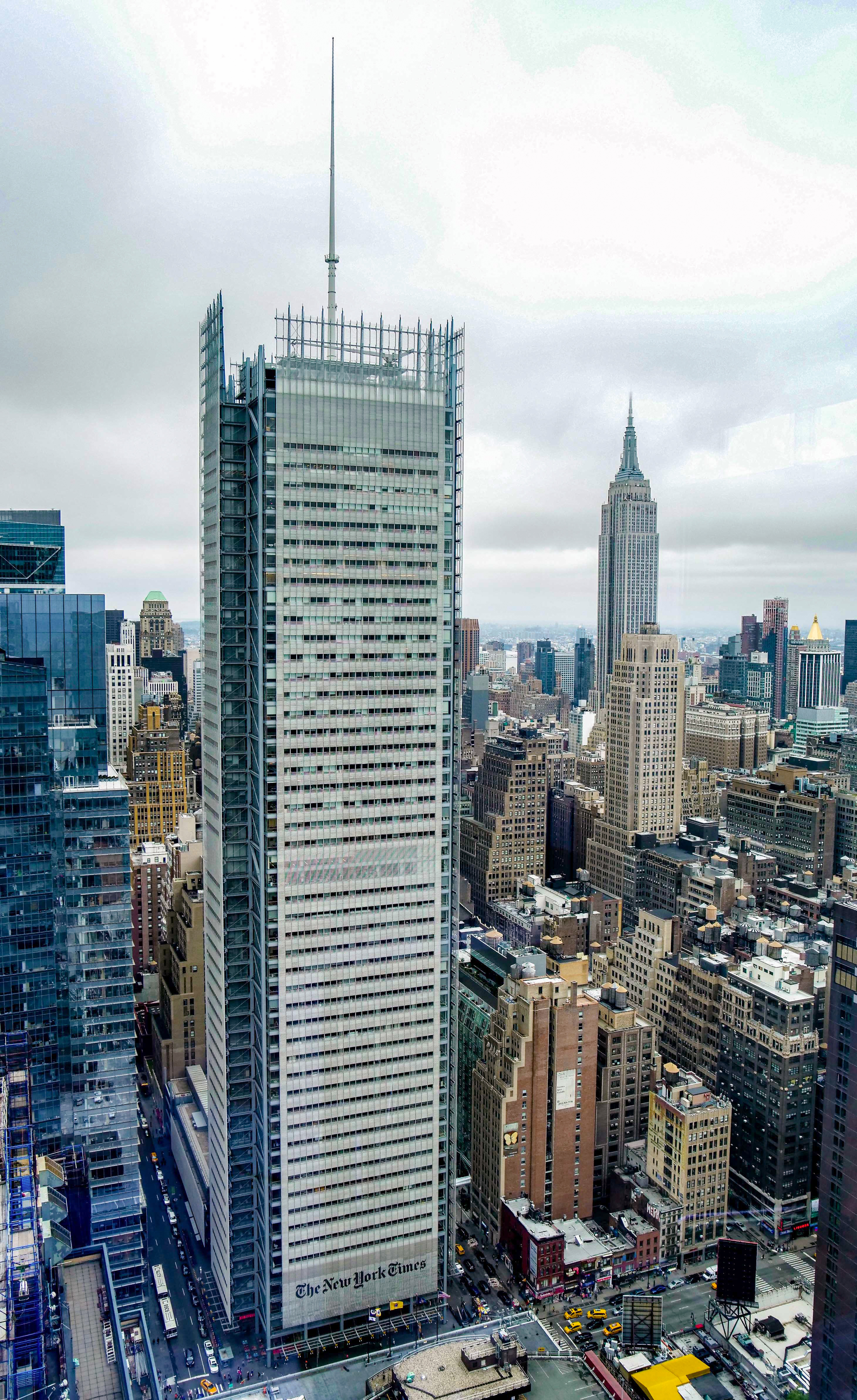
Obecna siedziba „The New York Times” w Nowym Jorku w Budynku New York Times przy 620 Eighth Avenue (2007-)

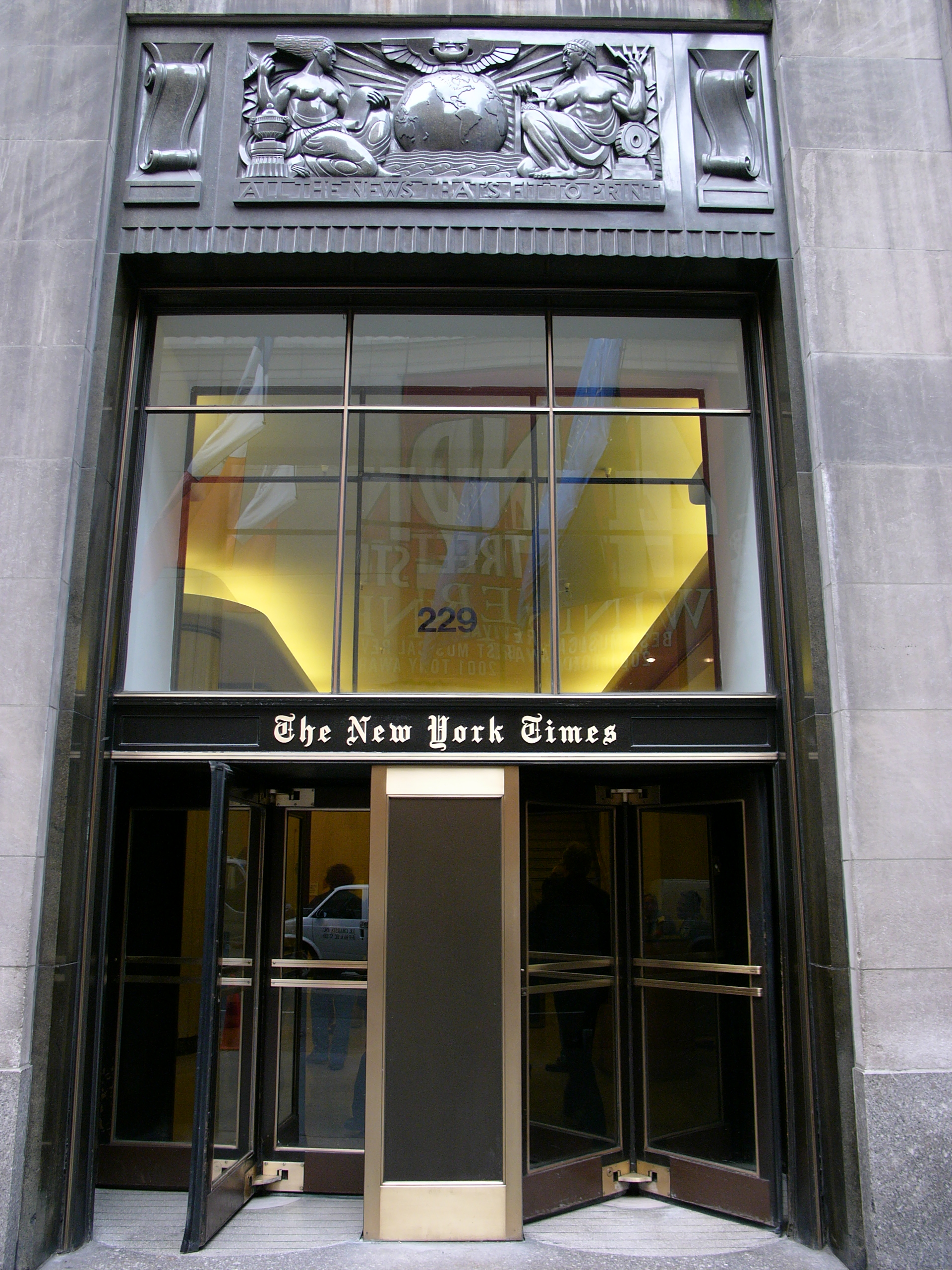
Wejście do dawnej siedziby „The New York Times” w Nowym Jorku przy 229 West 43rd Street (-2007)

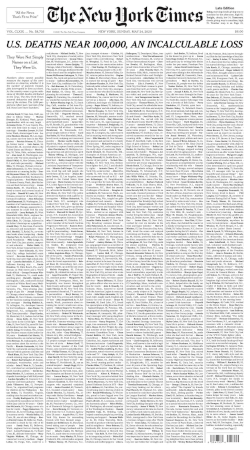
Okładka z 24.05.2020

The New York Times (skrótowiec: NYT) – jeden z najważniejszych amerykańskich dzienników, wychodzący w Nowym Jorku. Jest trzecią pod względem nakładu gazetą w Stanach Zjednoczonych, po „USA Today” i „The Wall Street Journal”. Codzienny nakład wynosi 1,125 mln, a wydania niedzielnego 1,700 mln (dane na 26 grudnia 2004). Właścicielem gazety jest The New York Times Company, która kontroluje również około 40 innych gazet i czasopism, m.in. „The Boston Globe” i „International Herald Tribune”.

## Historia
Dziennik został założony 18 września 1851 przez Henry’ego Jarvisa Raymonda i George’a Jonesa, jednak dopiero pod rządami Adolpha Ochsa, które zaczęły się w 1896, zdobył swoją reputację. Już w rok po zajęciu swego kierowniczego stanowiska, w 1897, nowy dyrektor wymyślił slogan, którego NYT używa do dziś – „Wszystkie wiadomości, które nadają się do druku”.
Początkowo „Times” ukazywał się każdego poranka, z wyjątkiem niedziel, jednak już w czasie wojny domowej gazeta była wydawana każdego dnia. „The New York Times” otrzymał w 1918 pierwszą Nagrodę Pulitzera za wiadomości i artykuły dotyczące I wojny światowej. Rok później zaczęto dostarczać dziennik przez Ocean Atlantycki do Londynu.
W 1942 pojawiła się w dzienniku codzienna krzyżówka, a sekcja dotycząca mody rozpoczęła swą działalność w 1946. W tym samym roku zaczęto wydawać międzynarodową edycję „Timesa”, która przestała się ukazywać w 1967, gdy w Paryżu rozpoczęła swą działalność gazeta „International Herald Tribune”, redagowana przez zespół „The New York Times”, „New York Herald Tribune” i „The Washington Post”.
Od 1996 NYT ukazuje się w internecie, pod adresem www.nytimes.com.
Od 1997 zespół NYT jest autorem publikacji „The New York Times Almanac”.
12 listopada 2008 grupa prowokatorów z organizacji Yes Men rozdała na ulicach Nowego Jorku i Los Angeles ponad milion egzemplarzy fałszywej gazety imitującej NYT. Dziennik miał 14 stron i wyszedł z datą 4 lipca 2009. Główną wiadomością była ta o zakończeniu wojny w Iraku.